# Szabó Samu (színművész, 1903–1966)
Szabó Samu (Hódmezővásárhely, 1903. április 8. – Pécs, 1966. november 22.) Kossuth-díjas magyar színész, a Pécsi Nemzeti Színház örökös tagja.

## Életútja
Először szülővárosában lépett színpadra 1919-ben, a népkerti Nyári Színkörben. 1925-től 1927-ig a szegedi, majd más vidéki színházakban is szerepelt. 1943–44-ben Debrecenben játszott, 1945-től rendezett. Ugyanitt számos darabját (operettek, történelmi színművek) mutatták be. 1949-től haláláig volt a Pécsi Nemzeti Színház tagja.

## Színpadi szerepei

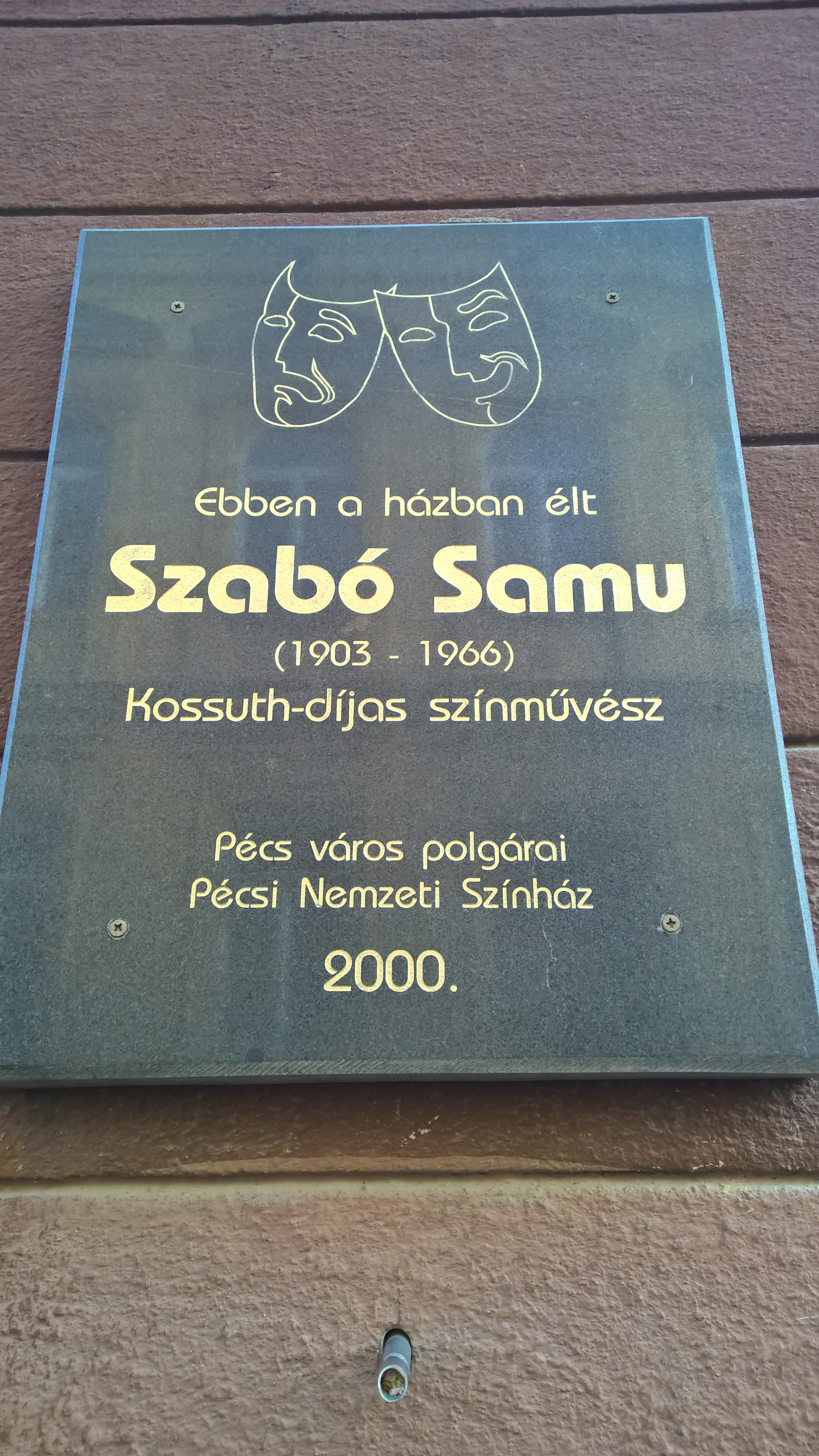
Emléktáblája Pécsett

- Molnár Ferenc: A doktor úr....Puzsér
- Móricz Zsigmond: Úri muri....Csörgheő Csuli
- Molière: A fösvény....Harpagon
- Gogol: A revizor....Polgármester
- Adujev–Scserbakov: Dohányon vett kapitány....Akakij
- Kálmán Imre: Csárdáskirálynő....Miska pincér
- Kacsóh Pongrác: János vitéz....Francia király
- George Bernard Shaw: Pygmalion....Pickering
- Tabi László: Kártyavár....Blowres
- Ábrahám Pál: Bál a Savoyban....Archibald
- Lehár Ferenc: Luxemburg grófja....Sir Basil
- Schönthan testvérek  – Kellér Dezső – Horváth Jenő – Szenes Iván: A szabin nők elrablása....Rettegi Fridolin
- Friedrich Schiller: Ármány és szerelem....Kalb
- Lehár Ferenc: A víg özvegy....Zéta Mirkó
- Szergej Vlagyimirovics Mihalkov: Vidám álom....Bohóc
- Kornyijcsuk: Ukrajna mezőin....Galuska
- Paul Burkhard: Tűzijáték....Fritz bácsi
- Mihajlov–Szamojlov: Titkos háború....Misa bácsi
- Raszkov–Tyipot: Szibériai rapszódia....Nyefjedovics
- Mikszáth Kálmán: A szelistyei asszonyok....Rostó Pál
- Iszaak Oszipovics Dunajevszkij: Szabad szél....Súgó
- Shaw: Sosem lehet tudni....Pincér
- Henrik Ibsen: Peer Gynt....Gomböntő
- Szigligeti Ede: Párizsi vendég....Hugolini gróf
- Georges Feydeau: Osztrigás Mici....Tábornok
- Hector Crémieux–Ludovic Halévy: Orfeusz....Stix Jankó
- Hervé: Nebáncsvirág....Színigazgató
- Lehár Ferenc: A mosoly országa....Főeunuch
- Kálmán Imre: Marica grófnő....Populesku Móric herceg
- Huszka Jenő: Mária főhadnagy....Biccentő
- Szigligeti Ede: Liliomfi....Szilvai professzor
- Jacobi Viktor: Leányvásár....Rottenberg
- Jókai Mór–Földes Mihály: A kőszívű ember fiai....Tallérossy Zebulon
- Lope de Vega: A kertész kutyája....Ludovico gróf
- Csiky Gergely: Kaviár....Poroszkay Tivadar
- Fényes Szabolcs–Nádasi József: Ibusz kisasszony....Sipeki
- Molnár Ferenc: Az ibolya....Igazgató
- Szimukov: Hurrá lányok....Avdej
- Baróti Géza: Hétvégi milliomos....Izsák
- Mándi Éva: Hétköznapok hősei....Füsi
- Zilahy Lajos: A házasság szédelgő....Írnok
- Gyakonov: Házasság hozománnyal....Szilantij Romanics
- Sándor Kálmán: A harag napja....Varjagos Antal
- Jacques Offenbach: Gerolsteini nagyhercegnő....Bumm tábornok
- Raszkin–Szlobodszkoj: Filmcsillag....Lonja bácsi
- Beaumarchais: Figaro házassága avagy Egy bolond nap....Bartolo
- Szűcs László–Innocent-Vincze Ernő: Farkas a havason....Glidor
- Lehár Ferenc: Cigányszerelem....Dragotinszky Péter
- Johann Strauss: A cigánybáró....Zsupán Kálmán

## Kitüntetései
- Kossuth-díj (1954)